# Intel 80387SX

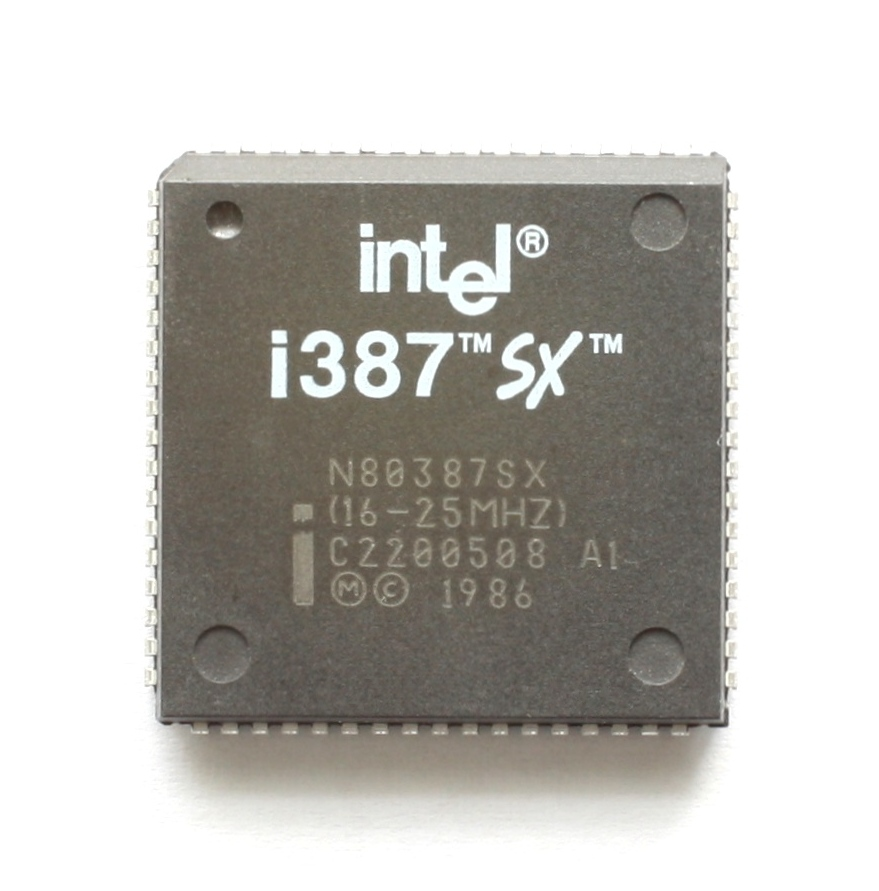
Imagem do Intel i387SX (16 MHz – 25 MHz)

O Intel 80387SX é um coprocessador matemático para o microprocessador Intel 80386SX, lançado em 1987. Era usado na realização de operações aritméticas de ponto flutuante diretamente em hardware. O coprocessador foi projetado para funcionar unicamente com a variante SX do i386, e não com o i386 padrão (posteriormente rebatizado de Intel 80386DX). Isto porque o barramento de dados do Intel 386SX era de 16 bits, enquanto o i386 original usava um barramento de 32 bits.
Possuía como concorrentes os Cyrix CX-83S87 e IIT 3C87SX ULSI SX/SLC.